# Claudia Corichi García
Claudia Sofía Corichi García (Ciudad de México; 20 de mayo) es una política mexicana afiliada al Movimiento Ciudadano. Es diputada federal de representación proporcional por Zacatecas y la segunda región electoral en la LXIII Legislatura del Congreso de la Unión. Desde el 15 de noviembre de 2018, se desempeña como Titular de la Unidad de Enlace Legislativo y Relaciones Institucionales de la Auditoría Superior de la Federación, hoy bajo el nombre de Unidad de Igualdad de Género y Cultura de la Federación.

## Estudios
Claudia Corichi es maestra en Comunicación Política y Gobernanza estratégica por la George Washington University y especialista en Políticas Públicas con Perspectiva de género por FLACSO México.
Se graduó de la Licenciatura en Economía en la Facultad de Economía de la Universidad Nacional Autónoma de México (UNAM) y cuenta con un diplomado en "Empresa y Políticas Públicas", y otro en “Gobernabilidad y Procesos de Cambio” en la Universidad Complutense de Madrid, en coordinación con la Universidad Iberoamericana; así como diversos cursos de especialización sobre Política y Economía en los que destaca; "Politics and Policy" en Pennsylvania State University, State College, PA, E. U. A. (1997).
Fue maestra adjunta de la materia de Historia Económica y ayudante de investigación en la Maestría de la Facultad de Economía de la UNAM. (1998), con el Dr. Enrique Semo.
Organizó y moderó de diversas conferencias en la Facultad de Economía entre las que resaltan; “El Plebiscito Ciudadano” (1993),"Perspectivas para la Economía en 1994" (1994), "La Intifada y Palestina" (1994), "Cultura Política" (1995), "La Política Económica Alternativa" (1996) y "El Papel del Economista en el México de hoy" (1997).

## Experiencia laboral
Actualmente, se desempeña como Titular de la Unidad de Igualdad de Género y Cultura de la Federación en la Auditoría Superior de la Federación. Es la primera mujer en formar parte del Consejo Directivo de la ASF, y preside desde el 4 de marzo de 2019 el Comité de Igualdad de Género de la ASF.
Fue Diputada Federal por Movimiento Ciudadano, Secretaria de la Comisión de Relaciones Exteriores y de la Comisión de Vigilancia de la Auditoría Superior de la Federación en la LXIII Legislatura, Presidenta de la Comisión Especial para dar seguimiento a los procesos y resultados de las compras del Gobierno Federal, y Presidenta del Grupo de Amistad México-Vietnam. Fue Senadora de la República durante la LX y LXI Legislaturas. En esta última, presidió la Comisión de Recursos. Se desempeñó siendo Senadora, como Secretaria de la Comisión de Equidad de Género y la Comisión de Relaciones Exteriores América del Norte. Fue Presidenta de la Comisión de Ciencia y Tecnología, y Secretaría de la Mesa Directiva de la Cámara Alta.
Escribe para la prensa nacional en el diario El Sol de México, El Heraldo, Mente Mujer (El Heraldo) y como invitada de Expansión. Ha sido conductora del programa internacional “Pulso Fórmula”, de Grupo Fórmula.
Entre su experiencia laboral, destaca haber sido Asesora en el grupo parlamentario del PRD en el Senado, Responsable de Relaciones con la Internacional Socialista en la Secretaría de Asuntos Internacionales del CEN del PRD; Directora de Gestión Social y Coordinadora General de Desarrollo Social del Gobierno de Zacatecas Archivado el 7 de diciembre de 2005 en Wayback Machine. 2000-2004.

## Carrera política
Su intensa actividad política inicia en 1993 como participante en la organización y promoción de diversas actividades para la realización del Plebiscito Ciudadano de la Ciudad de México. (1993). En la Universidad fue fundadora de la agrupación político-estudiantil "Estudiantes de Economía" y candidata a representante estudiantil de la Facultad de Economía en 1993; Consejera Técnica de la Facultad de Economía (1995- 1998); Candidata a Consejera Universitaria por la Coalición Estudiantil Democrática Universitaria (CEDU), (1997); Integrante de 1993 a 1998 de la Asociación Nacional de Estudiantes de Economía. 
Participó como Observadora y coordinadora delegacional de observadores de "Juventudes de la ONU" en las elecciones para Jefe de Gobierno del Distrito Federal (1997) y es miembro fundador del grupo ciudadano juvenil "Pro-Ciudad de México A. C." Donde fungió como Coordinadora de participación juvenil de la mujer.
Impulsora del proyecto “Jóvenes Líderes Políticos” (Young Political Leaders) entre México y Estados Unidos en el 
Actualmente es integrante del Consejo Estatal del PRD en el Estado de Zacatecas, y tiene un espacio de opinión en Televisa Zacatecas; así como también, es Consejera Nacional del Partido de la Revolución Democrática y Senadora de la República por el PRD.

## Familia
Descendiente de la clase política zacatecana, es hija y nieta de gobernadores zacatecanos, pues su madre Amalia García fue gobernadora de Zacatecas igual que su abuelo materno Francisco E. García, Gobernador de Zacatecas.
Claudia Corichi está casada con Eugenio Govea expresidente estatal del Partido Acción Nacional y senador por el estado de San Luis Potosí, y actualmente Coordinador estatal de Movimiento Ciudadano. Es madre de Máximo y Amalia Sofía.